# Луцій Мамілій Вітул
Лу́цій Мамі́лій Віту́л (лат. Lucius Mamilius Vitulus; III століття до н. е.) — політичний і державний діяч Римської республіки, консул 265 року до н. е.

## Біографія
Походи з плебейського роду Маміліїв. Про батьків, молоді роки його відомостей не збереглося.
265 року до н. е. його було першим з свого роду обрано консулом разом з Квінтом Фабієм Максимом Гургом. Останній вів осаду останнього етруського міста Вольсіній, яке не підкорилось до того часу Римській республіці. Під час облоги Квінт Фабій загинув. А от про дії самого Луція Мамілія під час цієї каденції даних немає.
Про подальшу долю Луція Мамілія Вітула згадок в джерелах не виявлено.